# گری تاورس
گری تاورس (انگلیسی: Gary Tavars؛ زادهٔ ۱۵ ژوئیهٔ ۱۹۸۴) بازیکن فوتبال اهل فرانسه است.
از باشگاه‌هایی که در آن بازی کرده‌است می‌توان به باشگاه فوتبال بوداپست هونود، باشگاه فوتبال شارتر، و باشگاه فوتبال بلشانی اشاره کرد.